# Edwin Djulic
Edwin Djulic (* 24. Jänner 2001 in Wien) ist ein österreichischer Fußballtorwart.

## Karriere
Djulic begann seine Karriere beim Post SV Wien. Zur Saison 2011/12 wechselte er zum FK Austria Wien, bei dem er ab der Saison 2015/16 auch in der Akademie spielte. Zur Saison 2017/18 schloss er sich dem Floridsdorfer AC an. Zur Saison 2018/19 wechselte er zum fünftklassigen First Vienna FC. Für die Vienna absolvierte er insgesamt sechs Partien in der 2. Landesliga, mit dem Team stieg er als Meister in die Wiener Stadtliga auf.
Nach dem Aufstieg verließ Djulic die Döblinger wieder. Nach einem Halbjahr ohne Klub zog er im Jänner 2020 zum Ligakonkurrenten SV Wienerberg weiter. In der Saison 2019/20 kam er aber aufgrund des COVID-bedingten Saisonabbruchs nie zum Einsatz. In der ebenfalls abgebrochenen Saison 2020/21 absolvierte er zwei Partien in der Stadtliga. In der Saison 2021/22 hütete er in 18 Spielen das Tor. In der Saison 2022/23 absolvierte er 21 Partien.
Zur Saison 2023/24 wechselte er zum Zweitligisten SV Stripfing. Dort wurde er Ersatzmann für Kilian Kretschmer. Nachdem sich dieser Ende September 2023 verletzt hatte, debütierte Djulic im gleichen Monat in der 2. Liga, als er am neunten Spieltag jener Saison gegen den FC Dornbirn 1913 in der Startelf stand. Insgesamt kam er zu vier Zweitligaeinsätzen. Nach der Saison 2023/24 verließ er Stripfing.
Nach einem halben Jahr ohne Verein wechselte Djulic im Jänner 2025 zu Regionalligist TWL Elektra.